# Thorbjørn
Thorbjørn (ou Torbjørn) est un prénom masculin scandinave dérivé du vieux norrois Þórbjǫrn, formé des éléments Þórr « Thor » et bjǫrn « ours ». Ce prénom se rencontre essentiellement en Norvège. C'est la variante dano-norvégienne du prénom suédois Torbjörn.
Le prénom Thorbjørn est à l'origine du patronyme Thorbjørnsen signifiant « Fils de Thorbjørn ».

## Personnalités portant ce prénom
- Thorbjørn Harr (1974–), acteur norvégien ;
- Thorbjørn Jagland (1950–), homme politique norvégien ;
- Thorbjørn Risager (1971–), musicien danois ;
- Thorbjørn Svenssen (1924–2011), footballeur norvégien.